# Transmission autosomique dominante
Une maladie génétique est dite de transmission autosomique dominante quand :
- l'allèle morbide (version « malade », mutée du gène en cause) est sur un chromosome non sexuel (ni X, ni Y) ;
- la présence d'un seul allèle morbide est suffisante pour que la maladie s'exprime.

L'allèle morbide est transmis soit par le père soit par la mère (ou par les deux, s'ils ont la même maladie génétique de transmission autosomique dominante).

Au cours de la gamétogenèse, les cellules mâles ou femelles à 2n chromosomes (cellule diploïde) se divisent en cellules à n chromosomes (cellule haploïde). L'allèle morbide est donc présent dans la moitié des gamètes.

Les caractéristiques d'une maladie génétique à transmission autosomique dominante sont les suivantes :
- tout sujet atteint a l’un de ses parents atteint ;
- tout sujet atteint a un risque de 1/2 de transmettre sa maladie à chaque conception ;
- les sujets indemnes ne transmettent pas la maladie ;
- la maladie atteint autant les sujets mâles que les sujets femelles ;
- toutes les générations sont atteintes.

## Schéma général de la transmission autosomique dominante
Dans les schémas les gamètes porteurs de l'allèle sain sont bleus, les gamètes porteurs de l'allèle muté sont rouges. Les personnes malades sont rouges, les personnes saines sont bleues.

### Union d'un porteur et d'un non porteur
Comme ce schéma le montre, le risque pour ce couple d'avoir un enfant porteur de l'allèle morbide est de 1/2.

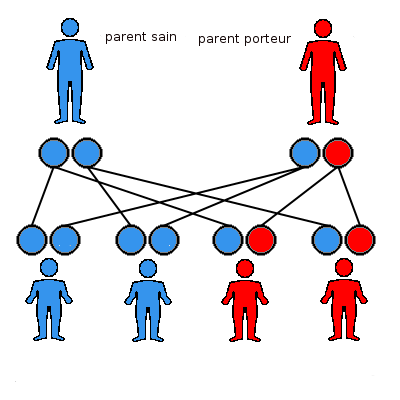

### Union de deux porteurs
Comme le schéma ci-dessous le montre, ce couple a un risque de :
- 3/4 d'avoir un enfant porteur de l'allèle morbide avec un risque de 1/4 d'avoir un porteur homozygote et un risque de 1/2 d'avoir un porteur hétérozygote ;
- 1/4 d'avoir un enfant non porteur.

Dans certains cas les fœtus ou enfants homozygotes décèdent soit in utero, soit très rapidement après la naissance (cas de l'achondroplasie) tandis que dans d'autres cas (Maladie de Huntington), l'homozygotie modifie peu la maladie.

## Base générale du conseil génétique dans les maladies à transmission autosomique dominante
En génétique, le proposant désigne la personne atteinte de la maladie génétique à partir de laquelle on fait le conseil génétique.

## Exemples de transmission autosomique dominante
- Achondroplasie
- Diabète MODY
- Dystrophie myotonique de Steinert
- Hypercholestérolémie familiale
- Maladie de Charcot-Marie-Tooth
- Maladie de Huntington
- Maladie de Marfan
- Nanisme thanatophore
- Neurofibromatose
- Ostéogenèse imparfaite
- Polypose Adénomateuse Familiale
- Réflexe photo-sternutatoire
- Syndrome d'alpha-tryptasémie héréditaire
- Syndrome de Brugada
- Syndrome SHORT
- Syndrome de Stickler
- Syndrome de Waardenburg
- Sclérose tubéreuse de Bourneville
- Syndrome d'Ehlers-Danlos
- Syndrome de Barakat